# Sphetta biocellata
Sphetta biocellata är en fjärilsart som beskrevs av Moore 1879. Sphetta biocellata ingår i släktet Sphetta och familjen nattflyn. Inga underarter finns listade i Catalogue of Life.